# Club Atlético Sarmiento 2012-2013

## Rosa
| N. |                      | Ruolo | Calciatore                |
| -- | -------------------- | ----- | ------------------------- |
|    | Argentina (bandiera) | P     | Lucas Ischuk              |
|    | Argentina (bandiera) | D     | Roberto Tucker (capitano) |
|    | Argentina (bandiera) | D     | Gustavo Benítez           |
|    | Argentina (bandiera) | D     | Raúl Gorostégui           |
|    | Uruguay (bandiera)   | C     | Johnny Aquino             |
|    | Argentina (bandiera) | C     | Guillermo Beraza          |
|    | Argentina (bandiera) | C     | Juan Manuel Quevedo       |
|    | Argentina (bandiera) | C     | Mauro Navone              |
|    | Argentina (bandiera) | A     | Fernando Pasquinelli      |
|    | Argentina (bandiera) | C     | Damián Castagno           |
|    | Argentina (bandiera) | A     | Luciano Lo Blanco         |
|    | Argentina (bandiera) | P     | Michael Etulain           |
|    | Argentina (bandiera) | C     | Nelson Emanuel González   |
|    | Argentina (bandiera) | C     | Nicolás Sánchez           |
|    | Argentina (bandiera) | C     | Nicolás Dull              |
|    | Argentina (bandiera) | D     | Pablo Ayala               |
|    | Argentina (bandiera) | C     | Jorge Abdala              |

| N. |                      | Ruolo | Calciatore             |
| -- | -------------------- | ----- | ---------------------- |
|    | Argentina (bandiera) | D     | Lautaro Bugatto        |
|    | Argentina (bandiera) | A     | Rodrigo Aillapán       |
|    | Argentina (bandiera) | A     | Matías Fischer         |
|    | Argentina (bandiera) | C     | Juan Manuel García     |
|    | Argentina (bandiera) | D     | Carlos Clavarelli      |
|    | Argentina (bandiera) | D     | Carlos Llamos          |
|    | Argentina (bandiera) | A     | Agustín Acerbo         |
|    | Argentina (bandiera) | A     | Carlos Alberto Yaque   |
|    | Argentina (bandiera) | C     | Juan Azil              |
|    | Argentina (bandiera) | C     | Martín Navone          |
|    | Argentina (bandiera) | D     | Euler Fernández        |
|    | Argentina (bandiera) | D     | Carlos Zavaleta        |
|    | Argentina (bandiera) | D     | Ezequiel Cerutti       |
|    | Argentina (bandiera) | D     | Mariano Sardi          |
|    | Argentina (bandiera) | P     | Adrián Villa           |
|    | Argentina (bandiera) | C     | Lucas Oviedo           |
|    | Argentina (bandiera) | C     | Martín Andrizzi        |
|    | Argentina (bandiera) | A     | Jorge Cristian Córdoba |